# Gallipoli (filme de 1981)
Gallipoli é um filme australiano de 1981 dirigido por Peter Weir.  É protagonizado por dois rapazes, Mel Gibson e Mark Lee, que, como outros jovens das áreas rurais da Austrália Ocidental, se alistam no exército australiano durante a Primeira Guerra Mundial. Eles são enviados para a Turquia, onde participam da campanha de Galípoli. Durante o curso do filme, os jovens lentamente perdem sua inocência sobre o propósito da guerra. O clímax da obra dá-se com o ataque inútil do ANZAC (Australia and New Zealand Army Corps) na batalha de Nek, em 7 de agosto de 1915.